# Alfred Kienast

Alfred Kienast (ca. 1926)

Alfred Kienast (* 4. August 1879 in Horgen; † 7. März 1969 in Erlenbach ZH; heimatberechtigt in Horgen) war ein Schweizer Mathematiker und Hochschullehrer.

## Leben
Alfred Kienast war der Sohn des Kaufmanns Julian und der Alwine, geborene Stünzi. 1908 heiratete er Ines Steffen, verwitwete Meyer, Tochter des Rudolf, Kaufmann und Schweizer Konsul in Brasilien. Nach Abschluss der Zürcher Industrieschule und eines einjährigen Praktikums bei Brown, Boveri & Cie. studierte er Mathematik an der ETH Zürich und Universität Berlin. Im Jahre 1906 erlangte er den Doktortitel (Dr. phil. II) an der Universität Zürich bei Adolf Hurwitz und habilitierte 1909. Von 1909 bis 1931 war er Privatdozent für Mechanik und Mathematik an der ETH Zürich und war anschliessend bis 1949 Titularprofessor. Er schrieb zahlreiche Arbeiten auf dem Gebiete der analytischen Funktionen, Differentialgleichungen und der analytischen Zahlentheorie. 
Kienast war Ehrenmitglied der Naturforschenden Gesellschaft in Zürich.

## Werke (Auswahl)
- Über die Darstellung der analytischen Funktionen durch Reihen, die nach Potenzen eines Polynoms fortschreiten und Polynome eines niedereren Grades zu Koeffizienten haben. Zürich: Zürcher & Furrer 1906. (Diss. Phil. II Univ. Zürich).
- Untersuchungen über die Lösungen der Differentialgleichung xy″ + (y-x)y′ - βy = O. Basel; Genf; Lyon: Komm. Georg & Co. 1921. (Denkschriften der Schweizerischen Naturforschenden Gesellschaft; 57, 2).

## Archive
- Nachlass Alfred Kienast im Staatsarchiv des Kantons Zürich